# Zawartość części lotnych
Zawartość części lotnych (ang. volatile matter) – parametr w analizie technicznej paliw stałych oznaczający zawartość ulatniających się substancji w badanej próbce podczas ogrzewania jej w określonych warunkach bez dostępu powietrza. Jest to wyrażony procentowo ubytek masy badanej próbki, bez uwzględnienia zawartości wilgoci. Ubytek masy związany jest jednak nie z substancjami lotnymi mogącymi znajdować się w paliwie (np. wilgocią), a substancjami gazowymi tworzącymi się podczas pirolizy. Oznaczanie tego parametru stosowane jest najczęściej w przypadku węgla, choć może dotyczyć także innych paliw jak np. biomasy bądź paliw zawierających odpady z tworzyw sztucznych.
W przypadku węgla, skład części lotnych jest różny w zależności od rodzaju węgla, a głównymi składnikami są wodór, tlenek węgla, dwutlenek węgla, para wodna (np. woda krystalizacyjna), metan i inne węglowodory. Dla macerałów węgla kamiennego zawartość części lotnych rośnie w kolejności: inertynit, witrynit, liptynit.
Warunki oznaczania zawartości części lotnych (m.in. rozmiar, masa i materiał tygla, szybkość wzrostu temperatury, czas ogrzewania i temperatura maksymalna) różnią się w zależności od norm stosowanych w danych państwach. Temperatura ogrzewania próbki może odzwierciedlać temperaturę stosowaną w praktyce przemysłowej przy przeróbce węgla (np. przy koksowaniu), bądź też być dobrana w taki sposób, by zapewnić maksymalne wydzielenie się składników lotnych. Na ogól waha się ona w granicach 875–1050 °C, a czas ogrzewania próbki wynosi 3–20 minut. Wykorzystywane tygle mogą być wykonane z platyny, krzemionki bądź z ceramiki. Stosowane są również niekiedy metody z zastosowaniem dwóch tygli, jednego zamkniętego w drugim. Ma to prowadzić do zapobiegania częściowemu utlenianiu się wydzielanych substancji i uniknięcia związanej z tym propagacji błędu.
Metody pomiaru zawartości części lotnych określane są w odpowiednich normach międzynarodowych, m.in.:
- ISO 562:2010: Hard coal and coke – Determination of volatile matter[5]
- ASTM D3175 – 11: Standard Test Method for Volatile Matter in the Analysis Sample of Coal and Coke[6]

oraz w normach krajowych – w przypadku Polski przykładowo:
- PN-G-04516:1998: Paliwa stałe – Oznaczanie zawartości części lotnych metodą wagową
- PN-G-04560:1998: Paliwa stałe – Oznaczanie zawartości wilgoci, części lotnych oraz popiołu analizatorem automatycznym
- PN-ISO 5071-1:1999: Węgle brunatne (lignity) – Oznaczanie części lotnych w badanej próbce metodą dwóch pieców